# Paul McIntyre
Pour les articles homonymes, voir McIntyre.
Paul McIntyre (né le 2 novembre 1944) est un avocat et un homme politique canadien.

## Biographie
Paul McIntyre naît le 2 novembre 1944. Il suit des études à l’Université de Moncton (baccalauréat ès arts), à l’Université du Nouveau-Brunswick (maîtrise ès arts en histoire), et à l’Université Dalhousie (baccalauréat en droit). Conservateur, il est nommé sénateur sur avis de Stephen Harper le 6 septembre 2012.